# Leptostylopsis
Leptostylopsis es un género de escarabajos longicornios de la tribu Acanthocinini.

## Especies
- Leptostylopsis albofasciatus (Fisher, 1926)
- Leptostylopsis albosignatus (Fisher, 1935)
- Leptostylopsis annulipes (Fisher, 1942)
- Leptostylopsis antillarum (Fisher, 1925)
- Leptostylopsis argentatus (Jacquelin du Val in Sagra, 1857)
- Leptostylopsis atromaculatus (Fisher, 1926)
- Leptostylopsis basifulvus Lingafelter & Micheli, 2009
- Leptostylopsis bidentatus (Fabricius, 1775)
- Leptostylopsis caliginosus Lingafelter & Micheli, 2009
- Leptostylopsis chlorescens Lingafelter & Micheli, 2009
- Leptostylopsis cristatus (Fisher, 1925)
- Leptostylopsis duvali (Fisher, 1926)
- Leptostylopsis guanica Micheli & Micheli, 2004
- Leptostylopsis gundlachi (Fisher, 1925)
- Leptostylopsis humerofulvus Lingafelter & Micheli, 2009
- Leptostylopsis incrassatus (Klug, 1829)
- Leptostylopsis jamaicensis (Gahan, 1895)
- Leptostylopsis latus Chemsak & Feller, 1988
- Leptostylopsis longicornis (Fisher, 1926)
- Leptostylopsis luteus Dillon, 1956
- Leptostylopsis martinicensis Villiers, 1980
- Leptostylopsis milleri (Fisher, 1932)
- Leptostylopsis monin Micheli & Micheli, 2004
- Leptostylopsis monticola (Fisher, 1935)
- Leptostylopsis oakleyi (Fisher, 1935)
- Leptostylopsis ornatus (Fisher, 1928)
- Leptostylopsis perfasciatus Lingafelter & Micheli, 2009
- Leptostylopsis planidorsus (LeConte, 1873)
- Leptostylopsis poeyi (Fisher, 1925)
- Leptostylopsis puntacanaensis Lingafelter & Micheli, 2009
- Leptostylopsis smithi (Gahan, 1895)
- Leptostylopsis terraecolor (Horn, 1880)
- Leptostylopsis testaceus (Frölich, 1792)
- Leptostylopsis thomasi Lingafelter & Micheli, 2009
- Leptostylopsis viridicomus (Fisher, 1942)
- Leptostylopsis yukiyu Micheli & Micheli, 2004